# ウォーカー・エバンス

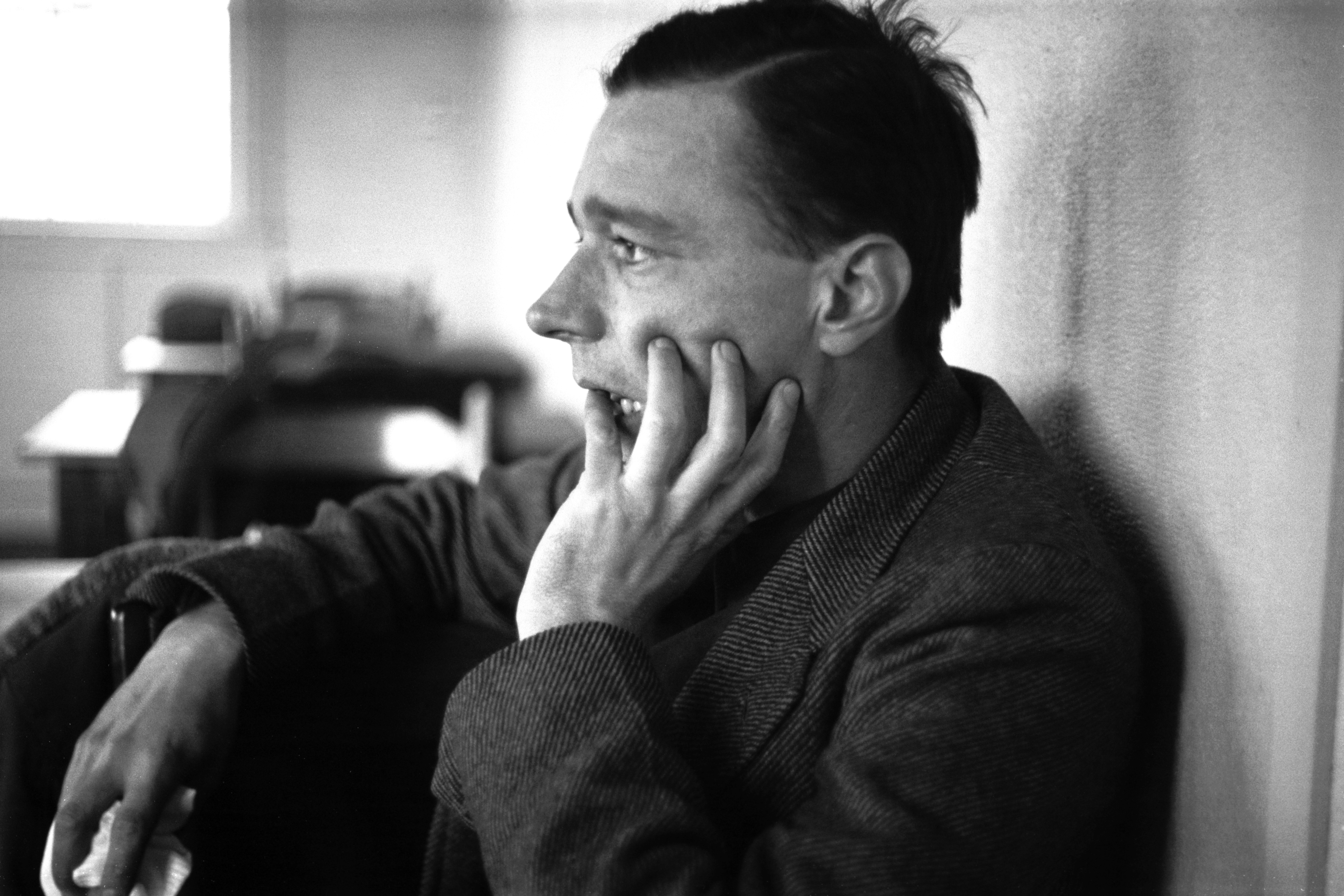
ウォーカー・エバンス

ウォーカー・エヴァンス（Walker Evans, 1903年11月3日 - 1975年4月10日）は、アメリカ合衆国ミズーリ州出身の写真家。記録写真で有名になった。その名前のカタカナ表記は、他にも「ウォーカー・エヴァンス」「ウォーカー・エヴァンズ」「ウォーカー・エバンズ」「ウオーカー・エヴァンス」などがあり、必ずしもひとつに確定していない。
彼はセントルイスで、ジェシーエバンス、ウォーカー・エバンスの夫婦の間に生まれた。ウィリアムズ大学を中退し、パリに渡ってソルボンヌ大学で学ぶ。はじめは作家になるつもりだったが、アメリカに帰国してから写真の道を歩むようになった。
世界恐慌下のアメリカの農業安定局 (FSA) のFSAプロジェクトに加わり、南部の農村のドキュメント写真を撮ったことで有名になった。
その作品は、記録性を徹底したストレートフォトグラフィであり、スティーグリッツ的な芸術性を受け入れることはなかった。（下記参考文献「ポケットフォト　ウォーカー・エヴァンス」を参照）

## 主要な作品
- ブルックリン橋、ニューヨーク、1929年
  - ブルックリン橋を下から斜めに見上げる構図の写真
- アラバマ州の小作人の妻、1936年
  - 農業従事者であるアメリカ女性を、正面から見据えるように撮影したポートレート
- 地下鉄の肖像、ニューヨーク、1938年から1941年
  - ニューヨークの地下鉄の席に座る乗客を、正面から隠しカメラを使って撮影した作品

## 主要な写真集
- 『Let Us Now Praise Famous Men（名高き人々をいざ讃えん）』（1941年、作家ジェイムズ・エイジー（James Agee）との共著。エイジーがテキスト、エヴァンスが写真）

## 主要な展覧会
- ウォーカー・エヴァンス：アメリカン・フォトグラフス（ニューヨーク近代美術館、1938年）

## 日本における主要な展覧会
- ウォーカー エバンズ写真展（アメリカン・センター、1976年）
  - 大阪、京都、福岡、東京、名古屋、札幌の各アメリカン・センターにて、2月から6月にかけて開催
  - 東京都写真美術館図書室所蔵のこの展覧会の展覧会カタログは、次のような内容
    - 人と作品（1ページ）
    - 8点の写真図版（合計8ページ）
    - 作品リスト（50点＋10点）（見開き2ページ）
    - 参考資料／スケジュール（1ページ）
- 「明日を夢見て」 : アメリカ社会を動かしたソーシャル・ドキュメンタリー.（東京都写真美術館、2004年）
  - グループ展（ジェイコブ・A.リース, ルイス・W.ハイン, ウォーカー・エヴァンズ, ドロシア・ラング, ベン・シャーン, ベレニス・アボット, フォト・リーグ）

## 和書
- ポケットフォト　ウォーカー・エヴァンス（訳者・藤崎学人、創元社、2010年）
- ウォーカー・エヴァンズ〈無題（ニューヨーク州〉について(平成四年度新収蔵作品III)（増田玲、現代の眼463号、特集: 平成四年度新収蔵作品III、1993年6月）